# Liste des députés de la préfecture de Chiba
Cette page liste les membres de la Chambre des représentants du Japon élus dans les circonscriptions de la préfecture de Chiba.

## 41elégislature(1996-2000)
Au cours de la 41e législature, les députés de la préfecture de Chiba furent les suivants :
| Circonscription | Député | Député                  | Parti politique |
| --------------- | ------ | ----------------------- | --------------- |
| 1re             |        | Hideo Usui (ja)         | PLD             |
| 2e              |        | Kazuo Eguchi (ja)       | PLD             |
| 3e              |        | Masayuki Okajima (ja)   | Shinshintō      |
| 4e              |        | Shōichi Tanaka (ja)     | PLD             |
| 5e              |        | Kō Tanaka (ja)          | PDJ             |
| 6e              |        | Hiromichi Watanabe (ja) | PLD             |
| 7e              |        | Kazuna Matsumoto (ja)   | PLD             |
| 8e              |        | Yoshitaka Sakurada      | PLD             |
| 9e              |        | Yukio Jitsukawa (ja)    | Shinshintō      |
| 10e             |        | Motoo Hayashi           | PLD             |
| 11e             |        | Eisuke Mori             | PLD             |
| 12e             |        | Yasukazu Hamada         | PLD             |

## 42elégislature(2000-2003)
Au cours de la 42e législature, les députés de la préfecture de Chiba furent les suivants :
| Circonscription | Député | Député                  | Parti politique |
| --------------- | ------ | ----------------------- | --------------- |
| 1re             |        | Hideo Usui (ja)         | PLD             |
| 2e              |        | Hisayasu Nagata (ja)    | PDJ             |
| 3e              |        | Hirokazu Matsuno        | PLD             |
| 4e              |        | Yoshihiko Noda          | PDJ             |
| 5e              |        | Kō Tanaka (ja)          | PDJ             |
| 6e              |        | Yukio Ubukata (ja)      | PDJ             |
| 7e              |        | Kazuna Matsumoto (ja)   | PLD             |
| 8e              |        | Hiroyuki Nagahama (ja)  | PDJ             |
| 9e              |        | Ken'ichi Mizuno (ja)    | PLD             |
| 10e             |        | Motoo Hayashi           | PLD             |
| 11e             |        | Eisuke Mori             | PLD             |
| 12e             |        | Shōzaburō Nakamura (ja) | PLD             |

## 43elégislature(2003-2005)
Au cours de la 43e législature, les députés de la préfecture de Chiba furent les suivants :
| Circonscription | Député | Député                  | Parti politique |
| --------------- | ------ | ----------------------- | --------------- |
| 1re             |        | Kaname Tajima (ja)      | PDJ             |
| 2e              |        | Hisayasu Nagata (ja)    | PDJ             |
| 3e              |        | Kazumasa Okajima (ja)   | PDJ             |
| 4e              |        | Yoshihiko Noda          | PDJ             |
| 5e              |        | Hirotami Murakoshi (ja) | PDJ             |
| 6e              |        | Yukio Ubukata (ja)      | PDJ             |
| 7e              |        | Akira Uchiyama (ja)     | PDJ             |
| 8e              |        | Kimiaki Matsuzaki (ja)  | PDJ             |
| 9e              |        | Ken'ichi Mizuno (ja)    | PLD             |
| 10e             |        | Motoo Hayashi           | PLD             |
| 11e             |        | Eisuke Mori             | PLD             |
| 12e             |        | Yasukazu Hamada         | PLD             |
| 13e             |        | Yukio Jitsukawa (ja)    | PLD             |

## 44elégislature(2005-2009)
Au cours de la 44e législature, les députés de la préfecture de Chiba furent les suivants :
| Circonscription | Député | Député                  | Parti politique | Mandat    |
| --------------- | ------ | ----------------------- | --------------- | --------- |
| 1re             |        | Hideo Usui (ja)         | PLD             |           |
| 2e              |        | Akiko Yamanaka          | PLD             |           |
| 3e              |        | Hirokazu Matsuno        | PLD             |           |
| 4e              |        | Yoshihiko Noda          | PDJ             |           |
| 5e              |        | Kentarō Sonōra          | PLD             |           |
| 6e              |        | Hiromichi Watanabe (ja) | PLD             |           |
| 7e              |        | Kazumi Matsumoto (ja)   | PLD             | 2005-2006 |
| 7e              |        | Kazumi Ōta              | PDJ             | 2006-2009 |
| 8e              |        | Yoshitaka Sakurada      | PLD             |           |
| 9e              |        | Ken'ichi Mizuno (ja)    | PLD             |           |
| 10e             |        | Motoo Hayashi           | PLD             |           |
| 11e             |        | Eisuke Mori             | PLD             |           |
| 12e             |        | Yasukazu Hamada         | PLD             |           |
| 13e             |        | Yukio Jitsukawa (ja)    | PLD             |           |

## 45elégislature(2009-2012)
Au cours de la 45e législature, les députés de la préfecture de Chiba furent les suivants :
| Circonscription | Député | Député                  | Parti politique |
| --------------- | ------ | ----------------------- | --------------- |
| 1re             |        | Kaname Tajima (ja)      | PDJ             |
| 2e              |        | Yū Kuroda (ja)          | PDJ             |
| 3e              |        | Kazumasa Okajima (ja)   | PDJ             |
| 4e              |        | Yoshihiko Noda          | PDJ             |
| 5e              |        | Hirotami Murakoshi (ja) | PDJ             |
| 6e              |        | Yukio Ubukata (ja)      | PDJ             |
| 7e              |        | Akira Uchiyama (ja)     | PDJ             |
| 8e              |        | Kimiaki Matsuzaki (ja)  | PDJ             |
| 9e              |        | Sōichirō Okuno (ja)     | PDJ             |
| 10e             |        | Hajime Yatagawa (ja)    | PDJ             |
| 11e             |        | Eisuke Mori             | PLD             |
| 12e             |        | Yasukazu Hamada         | PLD             |
| 13e             |        | Yasuhiko Wakai (ja)     | PDJ             |

## 46elégislature(2012-2014)
Au cours de la 46e législature, les députés de la préfecture de Chiba furent les suivants :
| Circonscription | Député | Député                  | Parti politique |
| --------------- | ------ | ----------------------- | --------------- |
| 1re             |        | Kaname Tajima (ja)      | PDJ             |
| 2e              |        | Takayuki Kobayashi      | PLD             |
| 3e              |        | Hirokazu Matsuno        | PLD             |
| 4e              |        | Yoshihiko Noda          | PDJ             |
| 5e              |        | Kentarō Sonōra          | PLD             |
| 6e              |        | Hiromichi Watanabe (ja) | PLD             |
| 7e              |        | Ken Saitō               | PLD             |
| 8e              |        | Yoshitaka Sakurada      | PLD             |
| 9e              |        | Masatoshi Akimoto       | PLD             |
| 10e             |        | Motoo Hayashi           | PLD             |
| 11e             |        | Eisuke Mori             | PLD             |
| 12e             |        | Yasukazu Hamada         | PLD             |
| 13e             |        | Takaki Shirasuka (ja)   | PLD             |

## 47elégislature(2014-2017)
Au cours de la 47e législature, les députés de la préfecture de Chiba furent les suivants :
| Circonscription | Député | Député                  | Parti politique |
| --------------- | ------ | ----------------------- | --------------- |
| 1re             |        | Kaname Tajima (ja)      | PDJ             |
| 2e              |        | Takayuki Kobayashi      | PLD             |
| 3e              |        | Hirokazu Matsuno        | PLD             |
| 4e              |        | Yoshihiko Noda          | PDJ             |
| 5e              |        | Kentarō Sonōra          | PLD             |
| 6e              |        | Hiromichi Watanabe (ja) | PLD             |
| 7e              |        | Ken Saitō               | PLD             |
| 8e              |        | Yoshitaka Sakurada      | PLD             |
| 9e              |        | Masatoshi Akimoto       | PLD             |
| 10e             |        | Motoo Hayashi           | PLD             |
| 11e             |        | Eisuke Mori             | PLD             |
| 12e             |        | Yasukazu Hamada         | PLD             |
| 13e             |        | Takaki Shirasuka (ja)   | PLD             |

## 48elégislature(2017-2021)
Au cours de la 48e législature, les députés de la préfecture de Chiba furent les suivants :
| Circonscription | Député | Député                  | Parti politique |
| --------------- | ------ | ----------------------- | --------------- |
| 1re             |        | Hiroaki Kadoyama (ja)   | PLD             |
| 2e              |        | Takayuki Kobayashi      | PLD             |
| 3e              |        | Hirokazu Matsuno        | PLD             |
| 4e              |        | Yoshihiko Noda          | SE              |
| 5e              |        | Kentarō Sonōra          | PLD             |
| 6e              |        | Hiromichi Watanabe (ja) | PLD             |
| 7e              |        | Ken Saitō               | PLD             |
| 8e              |        | Yoshitaka Sakurada      | PLD             |
| 9e              |        | Masatoshi Akimoto       | PLD             |
| 10e             |        | Motoo Hayashi           | PLD             |
| 11e             |        | Eisuke Mori             | PLD             |
| 12e             |        | Yasukazu Hamada         | PLD             |
| 13e             |        | Takaki Shirasuka (ja)   | PLD             |

## 49elégislature(2021-2024)
Au cours de la 49e législature, les députés de la préfecture de Chiba furent les suivants :
| Circonscription | Député          | Député                  | Parti politique | Mandat    |
| --------------- | --------------- | ----------------------- | --------------- | --------- |
| 1re             |                 | Kaname Tajima (ja)      | PDC             |           |
| 2e              |                 | Takayuki Kobayashi      | PLD             |           |
| 3e              |                 | Hirokazu Matsuno        | PLD             |           |
| 4e              |                 | Yoshihiko Noda          | PDC             |           |
| 5e              |                 | Kentarō Sonōra          | PLD             | 2021-2022 |
| 5e              | Arfiya Eri (ja) | 2023-2024               | PLD             |           |
| 6e              |                 | Hiromichi Watanabe (ja) | PLD             |           |
| 7e              |                 | Ken Saitō               | PLD             |           |
| 8e              |                 | Satoshi Honjō (ja)      | PDC             |           |
| 9e              |                 | Sōichirō Okuno (ja)     | PDC             |           |
| 10e             |                 | Motoo Hayashi           | PLD             |           |
| 11e             |                 | Eisuke Mori             | PLD             |           |
| 12e             |                 | Yasukazu Hamada         | PLD             |           |
| 13e             |                 | Hisashi Matsumoto (ja)  | PLD             |           |

## 50elégislature(depuis 2024)
Au cours de la 50e législature, les députés de la préfecture de Chiba sont les suivants :
| Circonscription | Député | Député                 | Parti politique |
| --------------- | ------ | ---------------------- | --------------- |
| 1re             |        | Kaname Tajima (ja)     | PDC             |
| 2e              |        | Takayuki Kobayashi     | PLD             |
| 3e              |        | Hirokazu Matsuno       | PLD             |
| 4e              |        | Hideyuki Mizunuma (ja) | PDC             |
| 5e              |        | Kentarō Yazaki (ja)    | PDC             |
| 6e              |        | Junko Andō (ja)        | PDC             |
| 7e              |        | Ken Saitō              | PLD             |
| 8e              |        | Satoshi Honjō (ja)     | PDC             |
| 9e              |        | Sōichirō Okuno (ja)    | PDC             |
| 10e             |        | Masaaki Koike (ja)     | PLD             |
| 11e             |        | Eisuke Mori            | PLD             |
| 12e             |        | Yasukazu Hamada        | PLD             |
| 13e             |        | Hisashi Matsumoto (ja) | PLD             |
| 14e             |        | Yoshihiko Noda         | PDC             |